# Roja (Uruguai)
Roja és un centre poblat de l'Uruguai, ubicat a l'oest del departament de Durazno, sobre el límit amb Flores. Té una població aproximada de 150 habitants, segons les dades del cens del 2004.
Es troba a 61 metres sobre el nivell del mar.